# Свідок (фільм, 1990)
«Свідок» («Şahid Qız») — радянський художній фільм 1990 року, знятий режисером Гусейном Мехтієвим на кіностудії «Азербайджанфільм».

## Сюжет
Унаслідок хімічних викидів у море в курортному азербайджанському місті гинуть діти. Розслідування справи не виявляє справжніх винуватців постійних нещасть. Один за одним гинуть і свідки, і сам слідчий.

## У ролях
- Гасан Мамедов — Тофік Керімов, слідчий з особливо важливих справ
- Санубар Іскендерлі — Рана
- Рза Худієв — Орхан
- Чингіз Шаріфов — Акіф
- Лейла Шихлінська — Лейла
- Гасанага Турабов — полковник
- Рафік Алієв — вбивця
- Мухтар Манієв — Гасан
- Аліджан Азізов — співробітник міліції
- Расім Балаєв — міністр
- Сулейман Алескеров — Рзаєв
- Раміз Азізбейлі — свідок
- Вагіф Азаряр — помічник слідчого
- Хакікат Набієва — роль другого плану
- Рауф Ганієв — водій Хасана
- Ельміра Шабанова — мати Рани
- Тофік Мірзоєв — член мафії
- Халіда Гулієва — черговий лікар
- Сона Микаїлова — медсестра
- Мемедкамаль Казимов — робітник заводу
- Емілія Азімова — роль другого плану
- Сулейман Ахмедов — Бабаєв
- Откам Іскендеров — співробітник міліції
- Гонча Агабекова — роль другого плану
- Аскер Рагімов — кілер
- Хаджі Мамедов — роль другого плану
- Талят Рахманов — член мафії
- Валіахд Валієв — член мафії
- Кюбрабеїм Алієва — Кюбра
- Алі Мамедов — роль другого плану
- Лятіфа Алієва — сестра милосердя
- Назір Алієв — родич Кюбри
- Садагат Зульфугарова — мати
- Зіллі Намазов — член мафії
- Шамсі Шамсізаде — роль другого плану

## Знімальна група
- Режисер — Гусейн Мехтієв
- Сценарист — Гусейн Мехтієв
- Оператор — Рафік Кулієв
- Композитор — Азер Дадашев
- Художник — Аріф Абдурахманов